# Jan Bárta
Jan Bárta (Kyjov, 7 de dezembro de 1984) é um ciclista checo profissional que corre na equipa checa Elkov-Kasper.
Estreia como profissional em 2005 na equipa áustriaca do ELK Haus-Simplon. Depois de passar pelo também equipa áustriaca do KTM-Junkers nas temporadas 2008 e 2009 em 2010 alinhou pela equipa alemã do NetApp. Em 2012 fez-se conhecido depois de ganhar a Settimana Coppi e Bartali onde também ganhou uma etapa e, depois ganhou a Volta a Colónia.

## Palmarés
- 2009
  - 1 etapa da Volta à Áustria

- 2010
  - 2.º no Campeonato da República Checa Contrarrelógio

- 2011
  - 2.º no Campeonato da República Checa Contrarrelógio

- 2012
  - Settimana Coppi e Bartali, mais 1 etapa
  - Volta a Colónia
  - Campeonato da República Checa Contrarrelógio

- 2013
  - Szlakiem Grodów Piastowskich, mais 1 etapa
  - Campeonato da República Checa Contrarrelógio  
  - Campeonato da República Checa em Estrada

- 2014
  - Campeonato da República Checa Contrarrelógio  
  - 3.º no Campeonato da República Checa em Estrada

- 2015
  - Campeonato da República Checa Contrarrelógio

- 2016
  - 2.º no Campeonato da República Checa Contrarrelógio

- 2017
  - Campeonato da República Checa Contrarrelógio

- 2018
  - 2.º no Campeonato da República Checa Contrarrelógio 
  - 2.º no Campeonato da República Checa em Estrada

- 2019
  - Tour de Loir-et-Cher
  - 1 etapa do Volta à Hungria
  - 3.º nos Jogos Europeus Contrarrelógio 
  - Campeonato da República Checa Contrarrelógio

- 2020
  - 2.º no Campeonato da República Checa Contrarrelógio

- 2021
  - 2.º no Campeonato da República Checa Contrarrelógio 
  - Corrida da Solidariedade e dos Campeões Olímpicos, mais 1 etapa

## Resultados em Grandes Voltas e Campeonatos do Mundo
Durante a sua carreira desportiva tem conseguido os seguintes postos nas Grandes Voltas e nos Campeonatos do Mundo em estrada:
| Corrida                | Corrida                | 2005 | 2006 | 2007 | 2008 | 2009  | 2010 | 2011 | 2012 | 2013 | 2014 | 2015 | 2016 | 2017  | 2018 | 2019 | 2020 | 2021 |
| ---------------------- | ---------------------- | ---- | ---- | ---- | ---- | ----- | ---- | ---- | ---- | ---- | ---- | ---- | ---- | ----- | ---- | ---- | ---- | ---- |
|                        | Giro d'Italia          | —    | —    | —    | —    | —     | —    | —    | 65.º | —    | —    | —    | —    | 127.º | —    | —    | —    | —    |
|                        | Tour de France         | —    | —    | —    | —    | —     | —    | —    | —    | —    | 71.º | 25.º | 88.º | —     | —    | —    | —    | —    |
|                        | Volta a Espanha        | —    | —    | —    | —    | —     | —    | —    | —    | 96.º | —    | —    | —    | —     | —    | —    | —    | —    |
| Mundial em Estrada     | Mundial em Estrada     | —    | —    | —    | —    | 106.º | —    | Ab.  | 59.º | 54.º | 91.º | 97.º | —    | 79.º  | —    | Ab.  | —    | —    |
| Mundial Contrarrelógio | Mundial Contrarrelógio | —    | —    | —    | —    | —     | —    | —    | 7.º  | 11.º | 9.º  | 11.º | —    | 24.º  | 14.º | 33.º | —    | —    |

—: não participa

Ab.: abandono

## Equipas
- ELK Haus-Simplon (2005-2006)
- KTM-Junkers (2008-2009)
  - Arbö-KTM-Junkers (2008)
  - KTM-Junkers (2009)
- NetApp/Bora (2010-2017)
  - Team NetApp (2010-2012)
  - Team NetApp-Endura (2013-2014)
  - Bora-Argon 18 (2015-2016)
  - Bora-Hansgrohe (2017)
- Elkov (2018-)
  - Elkov-Author (2018-2019)
  - Elkov-Kasper (2020-)